# Al Garhoud
Al Garhoud è un quartiere con destinazione commerciale e residenziale di Dubai; Si trova nel settore occidentale di Dubai nella zona di Deira.